# Pegmantit-3

Eine Zeichnung der P-3 Antenne

Pegmantit-3 (kurz P-3; NATO-Code: Dumbo) war das erste sowjetische 3D-Radargerät, das gegen Ende des Zweiten Weltkrieges entwickelt wurde. Vorgänger war das RUS-2.
Die Station wurde in mobiler (P-3M) und stationärer Variante (P-3A) hergestellt. Die mobile Station befand sich in Kofferaufbauten auf zwei LKW verlastet. Sende- und Empfangsanlagen waren in einer Kabine untergebracht. Das Sichtgerät hatte nach wie vor Linearauslenkung mit A-Scope.
Aber wenn das Sichtgerät nur ein A-scope ist, dann ist eine schnelle kontinuierliche Drehung der Antenne ausgeschlossen. Es ist eher anzunehmen, dass die Seitenwinkelmessung eine Art Peilvorgang war. Die angegebene Genauigkeit von 4° ist sonst auch kaum mit einem einzelnen Paar Yagiantennen zu erreichen.
Die Höhenwinkelbestimmung mit einer Genauigkeit von 1,5° erfolgte möglicherweise schon mit einem Goniometer, so wie es in mehreren Folgemodellen von Meterwellenradar (z. B. die Knife Rest Radarfamilie P-8 und P-10) verwendet wurde. Zum Zweck der Höhenwinkelbestimmung benötigt das Radargerät zwei übereinanderliegende Antennenebenen. Die Phasendifferenz zwischen den Antennenebenen ist das Maß für den Höhenwinkel des Zieles. Im Goniometer befanden sich zwei Schleifringe, auf denen die empfangenen HF-Impulse der jeweiligen Antennenebene eine stehende Welle produzierten. Zwei Schleifer bewegten sich synchron und verglichen die HF-Spannungen auf beiden Schleifringen miteinander. In einer bestimmten Position war die HF-Spannungsdifferenz gleich Null, dieser mechanischen Stellung war ein Höhenwinkel zugeordnet. Die Umrechnung von Höhenwinkel in eine Flughöhe war entfernungsabhängig und konnte mit einem Nomogramm vorgenommen werden.
| Technische Daten P-3 Dumbo | Technische Daten P-3 Dumbo |
| -------------------------- | -------------------------- |
| Frequenzbereich            | VHF-Band                   |
| Pulswiederholzeit          |                            |
| Pulswiederholfrequenz      |                            |
| Sendezeit (PW)             |                            |
| Empfangszeit               |                            |
| Totzeit                    |                            |
| Pulsleistung               |                            |
| Durchschnittsleistung      |                            |
| angezeigte Entfernung      | 120 … 150 km               |
| Entfernungsauflösung       | 1,5 km                     |
| Öffnungswinkel             |                            |
| Trefferzahl                |                            |
| Antennenumlaufzeit         |                            |

## Quelle
- G. Nitschke, K.-H. Lau, „Von der visuellen Luftraumbeobachtung zur elektronischen Luftraumaufklärung“. In: Militärwesen 7/72 – Ausgabe B (Luftstreitkräfte) Militärverlag der DDR